# Hipposideros papua
Hipposideros papua är en däggdjursart som först beskrevs av Thomas och Giacomo Doria 1886.  Hipposideros papua ingår i släktet Hipposideros och familjen rundbladnäsor. Inga underarter finns listade i Catalogue of Life.

## Utseende
Denna fladdermus når en kroppslängd (huvud och bål) av 50 till 56 mm, en svanslängd av 24 till 35 mm och en vikt av 9 till 11 g. Den har 49 till 54 mm långa underarmar, bakfötter av 6,5 till 7,5 mm längd och 11 till 18 mm stora öron. Typisk för arten är rödbruna klor.

## Utbredning och ekologi
Arten förekommer på Halmahera och på mindre öar norr om Nya Guinea. Den lever i tropiska fuktiga skogar i låglandet. Hipposideros papua vilar främst i grottor. Enstaka exemplar hittades tillsammans med grupper av Rhinolophus euryotis, Dobsonia viridis, Aselliscus tricuspidatus, Emballonura raffrayana, Myotis stalkeri och Miniopterus australis.

## Hot
Lokala populationer kan påverkas genom störningar vid viloplatsen. Hela beståndet bedöms som stor. IUCN kategoriserar arten globalt som livskraftig.